# Campionati asiatici di atletica leggera
I Campionati asiatici di atletica leggera (in inglese Asian Athletics Championships) sono una competizione continentale organizzata dall'Asian Athletics Association.
La manifestazione ha cadenza biennale e si svolge negli anni dispari. La prima edizione si è tenuta nel 1973 a Manila, nelle Filippine.

## Edizioni
| Edizione | Anno | Città        | Nazione       | Data                                           | Sede                                  |
| -------- | ---- | ------------ | ------------- | ---------------------------------------------- | ------------------------------------- |
| 1        | 1973 | Marikina     | Filippine     | 18 - 23 novembre                               | Rizal Memorial Stadium                |
| 2        | 1975 | Seul         | Corea del Sud | 9 - 14 giugno                                  | Dongdaemun Stadium                    |
| 3        | 1979 | Tokyo        | Giappone      | 31 maggio - 3 giugno                           | Stadio Olimpico                       |
| 4        | 1981 | Tokyo        | Giappone      | 5 - 7 giugno                                   | Stadio Olimpico                       |
| 5        | 1983 | Al Kuwait    | Kuwait        | 3 - 9 novembre                                 | Kuwait National Stadium               |
| 6        | 1985 | Giacarta     | Indonesia     | 25 - 29 settembre                              | Bung Karno Stadium                    |
| 7        | 1987 | Singapore    | Singapore     | 22 - 26 luglio                                 | National Stadium                      |
| 8        | 1989 | Nuova Delhi  | India         | 14 - 19 novembre                               | Jawaharlal Nehru Stadium              |
| 9        | 1991 | Kuala Lumpur | Malaysia      | 19 - 23 ottobre                                | Stadium Merdeka                       |
| 10       | 1993 | Manila       | Filippine     | 30 novembre - 4 dicembre                       | Rizal Memorial Stadium                |
| 11       | 1995 | Giacarta     | Indonesia     | 20 - 24 settembre                              | Bung Karno Stadium                    |
| 12       | 1998 | Fukuoka      | Giappone      | 19 - 22 luglio                                 | Hakatanomori Athletic Stadium         |
| 13       | 2000 | Giacarta     | Indonesia     | 28 - 31 agosto                                 | Bung Karno Stadium                    |
| 14       | 2002 | Colombo      | Sri Lanka     | 9 - 12 agosto                                  | Sugathadasa Stadium                   |
| 15       | 2003 | Manila       | Filippine     | 20 - 23 settembre                              | Rizal Memorial Stadium                |
| 16       | 2005 | Incheon      | Corea del Sud | 1º - 4 settembre                               | Incheon Munhak Stadium                |
| 17       | 2007 | Amman        | Giordania     | 25 - 29 luglio                                 | Amman International Stadium           |
| 18       | 2009 | Canton       | Cina          | 10 - 14 novembre                               | Guangdong Olympic Stadium             |
| 19       | 2011 | Kōbe         | Giappone      | 7 - 10 luglio                                  | Kobe Universiade Memorial Stadium     |
| 20       | 2013 | Pune         | India         | 3 - 7 luglio                                   | Shree Shiv Chhatrapati Sports Complex |
| 21       | 2015 | Wuhan        | Cina          | 3 - 7 giugno                                   | Wuhan Sports Center Stadium           |
| 22       | 2017 | Bhubaneswar  | India         | 6 - 9 luglio                                   | Kalinga Stadium                       |
| 23       | 2019 | Doha         | Qatar         | 21 - 24 aprile                                 | Stadio internazionale Khalifa         |
| 24       | 2021 | Hangzhou     | Cina          | Cancellati a causa della pandemia di COVID-19. | Hangzhou Olympic Sports Center        |
| 25       | 2023 | Bangkok      | Thailandia    | 12 - 16 luglio                                 | National Stadium                      |
| 26       | 2025 | Gumi         | Corea del Sud |                                                |                                       |
| 27       | 2027 | Xiamen       | Cina          |                                                |                                       |